# Linda Stahl
Linda Stahl, född den 2 oktober 1985 i Steinheim, Västtyskland, är en tysk friidrottare som tävlar i spjutkastning.
Stahls första internationella mästerskapsfinal var VM 2007 i Osaka där hon slutade på åttonde plats efter ett kast på 61,03 meter. Hon deltog inte vid OS 2008 men var i final vid VM 2009 i Berlin då hon blev sexa. Hennes första medalj vann hon vid EM 2010 då hon med det nya personliga rekordet 66,81 meter vann guld. 

## Personligt rekord
- Spjutkastning - 66,81 meter (från 2010)